# Bigand
Bigand es una localidad argentina del departamento Caseros, en la provincia de Santa Fe. Se ubica en el cruce de la Ruta Nacional 178 con la Provincial 14. Dista 70 km de la ciudad de Rosario, 85 km de Pergamino y 236 km de la ciudad de Santa Fe.
Contaba con 5,258 habitantes (Indec, 2010), lo que representa un incremento del 23% frente a los 4,011 habitantes (Indec, 1991) del censo anterior.
La actividad económica está basada mayormente en la producción agropecuaria (soja, trigo, maíz, vacunos), cuenta además con pequeñas industrias dedicadas al agro y a la producción de alimentos. Fue fundada el día 15 de julio de 1909 por Víctor A. Bigand a la vera del ferrocarril Mitre que une las ciudades de Rosario y Bahía Blanca.

## Ubicación geográfica
Bigand es una localidad del Departamento de Caseros, dentro de la Provincia de Santa Fe, Argentina.
a 92 m SNM

### Distancias
- 70 km de Rosario
- 85 km de Pergamino
- 236 km de Santa Fe
- 315 km de Buenos Aires
- 315 km de San Francisco
- 415 km de Córdoba

## Naturaleza
En cuanto a los respectivos géneros de las especies naturales que se mencionan más abajo, muchos no se encuentran ya en sus nichos o el número de sus poblaciones ha disminuido. Se debe a la modificación que el avance de la agricultura de gran extensión generó en el medio ambiente autóctono natural. 

### Flora
La cubierta vegetal primitiva ha sido alterada en forma casi completa por los cultivos y la urbanización. 
Los pastizales se componen de cebadilla criolla, paja voladora, pasto miel, flechilla negra, variedad de hierbas del género stipa, rompe-arado, romerillo blanco, carqueja y la yerba de ovejas.
Antiguamente el ombú, con su majestuoso tamaño, rompía con la llanura de estas tierras. Hoy en día no se ve con frecuencia.

### Fauna
Mamíferos habituales: el murciélago de oreja de ratón de Chiloé, el peludo argentino o quirquincho mediano, el hurón menor, el ratón de las arenas, la laucha de Azara, el tuco-tuco, la mara o liebre de la Patagonia y el Robertino (especie de chinchilla en peligro de extinción).
Aves existentes: la martineta copetona común, la lechuza, el hornero, el tero, la pirincha, cotorra argentina o cotorrita verdigrís (Myiopsitta monachus), garza mora, la gallinetita de puntos negros, la caminera común, el canastero o coludo enano, el torito de pico amarillo, el pájaro de corona castaña, el carpintero chico, la cata común, el cabecita negro común y el gorrión.
Reptiles: el ñuaso verde -especie de culebra-, el amberé o saltacera, la lagartija grácil y la iguana santafesina.
Batracios: el sapito pampeano y la ranita Leptodactylus mystacinus.
Invertebrados: varias especies de arañas, la langosta tucura -gran azotadora de cultivos-, la hormiga negra podadora y las mariposas de la alfalfa.

## Geografía

### Clima
El clima de Bigand es templado pampeano.
Temperatura: la media anual oscila entre los 16 y 21 °C.
Posee dos estaciones bien definidas. Se puede determinar una estación calurosa que abarca desde noviembre a marzo, y otra fría de junio a agosto. La temperatura decrece rápidamente hasta alcanzar un mínimo en los meses de junio y julio, aunque es notable la inestabilidad del tiempo, que produce amplias variaciones de temperatura en muy pocas horas. Marzo es siempre el mes más estable. En invierno se registran temperaturas bajo cero, con fuertes heladas que dañan los cultivos.
Vientos: cálidos y húmedos. Los más habituales provienen del norte y del sur. Muy pocas veces superan las altas velocidades.
Lluvias: las precipitaciones pluviales son un elemento fundamental del clima. Las lluvias oscilan entre los 800 y los 1.000 mm anuales, y si bien no se puede hablar de una estación seca, las precipitaciones son sensiblemente mucho más abundantes en verano que en invierno.

### Suelo
Argiudoles: de pradera negro. Es muy fértil y apto para la agricultura y la ganadería. Se extiende conformando una extensa llanura con ondulaciones moderadas. Bigand se emplaza aproximadamente entre 60 y 96 msnm. El casco urbano se encuentra a 92,5 m sobre el nivel del mar.
Aguas subterráneas: (Contaminadas) Bigand se encuentra en la zona sudoeste de la provincia de Santa Fe, la que cuenta con la mejor permeabilidad de los suelos y la calidad de las aguas dulces subterráneas es superior a las de otras zonas de la provincia

## Patronos del pueblo
Nuestra Señora de Luján. 12 de octubre